# Michail Surenowitsch Alojan
Michail (Mischa) Surenowitsch Alojan, russisch Михаил (Миша) Суренович Алоян, (* 23. August 1988 in Bambakaschat, Armenische SSR, Sowjetunion) ist ein russischer Boxer jesidischer Abstammung. Er boxte während seiner Amateurlaufbahn im Fliegengewicht und gewann bei der Weltmeisterschaft 2009 sowie bei den Olympischen Spielen 2012 jeweils eine Bronzemedaille. Bei den Weltmeisterschaften 2011 und 2013 gewann er jeweils die Goldmedaille. Bei den Olympischen Spielen 2016 gewann er die Silbermedaille, welche ihm jedoch aufgrund eines Dopingvergehens wieder aberkannt wurde.

## Erfolge
Michail Alojan wurde 2007 russischer Juniorenmeister und gewann im selben Jahr auch die Junioren-Europameisterschaften in Sombor. Er besiegte dabei unter anderem John Nevin und Khalid Yafai.
2008 wurde er bereits russischer Vizemeister im Fliegengewicht und startete beim Weltcup 2008 in Moskau. Dort gewann er mit Siegen gegen Anwar Junussow, Vincenzo Picardi und Andry Laffita die Goldmedaille.
2009 gewann er die russische Meisterschaft durch einen Finalsieg gegen Georgi Balakschin und war damit bei den Weltmeisterschaften 2009 in Mailand startberechtigt. Dort erreichte mit vier Siegen, darunter gegen Amnat Ruenroeng das Halbfinale, wo er knapp mit 7:8 gegen Njambajaryn Tögstsogt unterlag und mit einer Bronzemedaille ausschied.
2010 gewann er erneut die russische Meisterschaft durch einen Finalsieg gegen Balakschin und nahm an den Europameisterschaften 2010 in Moskau teil. Dort sicherte er sich erneut eine Goldmedaille, nachdem er Nordine Oubaali, Selçuk Eker, Vincenzo Picardi und Khalid Yafai besiegt hatte.
2011 gewann er zum dritten Mal in Folge den russischen Meistertitel und besiegte dabei im Halbfinale Wladimir Nikitin und im Finale erneut Balakschin. Bei den Weltmeisterschaften 2011 in Baku sicherte er sich den Weltmeistertitel durch Siege gegen Oteng Oteng, Robeisy Ramírez, Elvin Məmişzadə, Rau’Shee Warren und Andrew Selby. Durch diesen Erfolg war er automatisch für die Olympischen Spiele 2012 in London qualifiziert und nahm in Vorbereitung darauf auch nicht an den nationalen Meisterschaften teil. Bei den Olympischen Spielen schlug er Samir Brahimi und Jeyvier Cintrón, ehe er im Halbfinale mit 11:15 erneut gegen Njambajaryn Tögstsogt ausschied und Bronze gewann.
Im Juli 2013 gewann er die Silbermedaille bei der Sommer-Universiade in Kasan und im Oktober 2013 die Goldmedaille bei den Weltmeisterschaften in Almaty, als er sich unter anderem gegen Oteng Oteng, Chatchai Butdee und Jasurbek Latipov durchsetzen konnte. An den nationalen Meisterschaften 2013 nahm er nicht teil.
2014 wurde er wieder russischer Meister, zudem kämpfte er in der Saison 2013/14 für das Russian Boxing Team in der World Series of Boxing. Dort gewann er jeden seiner vier Kämpfe gegen Aaron Alameda von den Mexico Guerreros, Olzhas Sattibayev von den Astana Arlans, Rauf Agayev von den Azerbaijan Baku Fires und Grzegorz Kozłowski von den Poland Hussars. Seit Oktober 2014 boxte er auch beim neuen semiprofessionellen Turnier AIBA Pro Boxing und besiegte dabei Vincenzo Picardi, Alexandar Alexandrow und zwei Mal Elías Emigdio, womit er APB-Weltmeister wurde und sich für die Olympischen Spiele 2016 in Rio de Janeiro qualifizierte. Bei den Spielen besiegte er Elie Konki, Ceiber Ávila und Hu Jianguan, ehe er im Finale gegen Shahobiddin Zoirov unterlag und die Silbermedaille gewann.

### Aberkennung der olympischen Medaille von 2016
Aufgrund einer vor dem Finalkampf bei Alojan durchgeführten Dopingprobe, bei der die verbotene Substanz Tuaminoheptane nachgewiesen werden konnte, wurde Alojan die olympische Silbermedaille im Dezember 2016 durch den Internationalen Sportgerichtshof aberkannt. Alojan hatte sich damit gerechtfertigt, das Mittel bereits während des vorbereitenden Trainingslagers in Sotschi eingenommen zu haben. Es soll dazu gedient haben, eine Schwellung in seiner Nase abzuklingen und sei vom Teamarzt Sergey Klyagin ausgestellt worden. Im Juni 2017 wurde die Berufung gegen diese Entscheidung vom Berufungsgremium des Sportgerichts mit der Begründung abgewiesen, dass die Anti-Doping-Regeln des Internationalen Olympischen Komitees keinen Ermessensspielraum erlauben und die Disqualifikation eine notwendige Folge des Regelverstoßes sei.

### Siege bei int. Turnieren (Auswahl)
- Mai 2012: Governor Cup in Russland[24]
- Juli 2011: Governor Cup in Russland[25]
- Februar 2011: Bocskai Tournament in Ungarn[26]
- November 2010: Golden Gloves Tournament in Serbien[27]
- April 2010: Umakhanov Tournament in Russland[28]
- März 2010: Zlatko Hrbić Tournament in Kroatien[29]
- April 2009: International Atyrau-Tournament in Kasachstan[30]
- April 2009: Gee Bee Tournament in Finnland[31]
- Juni 2008: Usti Grand Prix in Tschechien[32]
- März 2007: Beogradski Pobednik Tournament in Serbien[33]

## Profikarriere
Alojan bestritt sein Profidebüt am 11. Mai 2017 in Kemerowo und siegte einstimmig nach Punkten gegen Yader Cardoza aus Nicaragua. Cardoza war im Mai 2013 WM-Herausforderer der WBC von Adrián Hernández. Bis Ende des Jahres gewann er zudem jeweils nach Punkten gegen Marvin Solano (Bilanz: 19-1) und Hermogenes Castillo (12-0).
Im Februar 2018 siegte er nach Punkten gegen Alexander Espinoza (15-0) und wurde im Juli 2018 in das Turnier World Boxing Super Series aufgenommen. Am 13. Oktober 2018 traf er im ersten Kampf auf den südafrikanischen WBO-Weltmeister Zolani Tete (27-3) und verlor dabei einstimmig nach Punkten. Damit verbunden war das Ausscheiden aus dem Turnier.
Im Dezember 2019 bestritt er seinen nächsten Kampf und besiegte dabei Ronal Batista (12-1).